# Skórzyn (województwo lubuskie)
Skórzyn (niem. Skyren, 1937–1945 Teichwalde) – wieś w Polsce, położona w województwie lubuskim, w powiecie krośnieńskim, w gminie Maszewo, około 12 km na północny zachód od Krosna Odrzańskiego. Wieś otoczona lasami (Puszcza Rzepińska), w pobliżu liczne jeziora i stawy hodowlane.

## Historia
Majątek wzmiankowany w 1308 roku i była to ówcześnie własność zakonu joannitów. Potem przeszła w ręce szlacheckie.
W 1865 roku, majątek kupiła rodzina von Schierstädt. W latach 1895–1899 w tutejszym pałacu mieszkał spowinowaconym z właścicielami majątku, hrabia Leo von Caprivi – 2. kanclerz zjednoczonych Niemiec. Na miejscowym cmentarzu zachował się grób kanclerza von Capriviego (obecnie mocno zdewastowany).
W latach 1975–1998 miejscowość administracyjnie należała do województwa zielonogórskiego.

## Zabytki
- W południowej części wsi istnieją resztki założenia pałacowego w postaci resztek zabudowań folwarcznych oraz parku krajobrazowego. Pałac został zniszczony w czasie II wojny światowej[4].